# Zayar Shwe Myay Football Club
O Zayar Shwe Myay Football Club é um clube de futebol com sede em Monywa, Myanmar. A equipe compete no Campeonato Birmanês de Futebol.

## História
O clube foi fundado em 2009.